# Arnaud Beltrame
Arnaud Beltrame (Étampes, 18 aprile 1973 – Carcassonne, 24 marzo 2018) è stato un militare francese.

## Biografia
Tenente colonnello della Gendarmeria nazionale francese, durante un attentato terroristico compiuto dal franco-marocchino Redouane Lakdim il 23 marzo 2018 in un supermercato a Trèbes, Beltrame si offrì spontaneamente di sostituirsi a uno degli ostaggi, una donna, rimasta all'interno dopo che gli altri erano usciti. Lasciò il suo cellulare acceso, in modo che i colleghi rimasti fuori potessero seguire quello che avveniva nel supermercato. Gravemente ferito da colpi d'arma da fuoco, venne quindi portato in ospedale: la sera stessa, in seguito al peggioramento delle sue condizioni, gli fu somministrata l'estrema unzione. Il giorno successivo ne fu annunciata la morte. Oltre che cattolico osservante, Beltrame era membro della massoneria e ricevette pertanto gli onori pubblici dalla sua Gran Loggia.